# Elisa Shua Dusapin

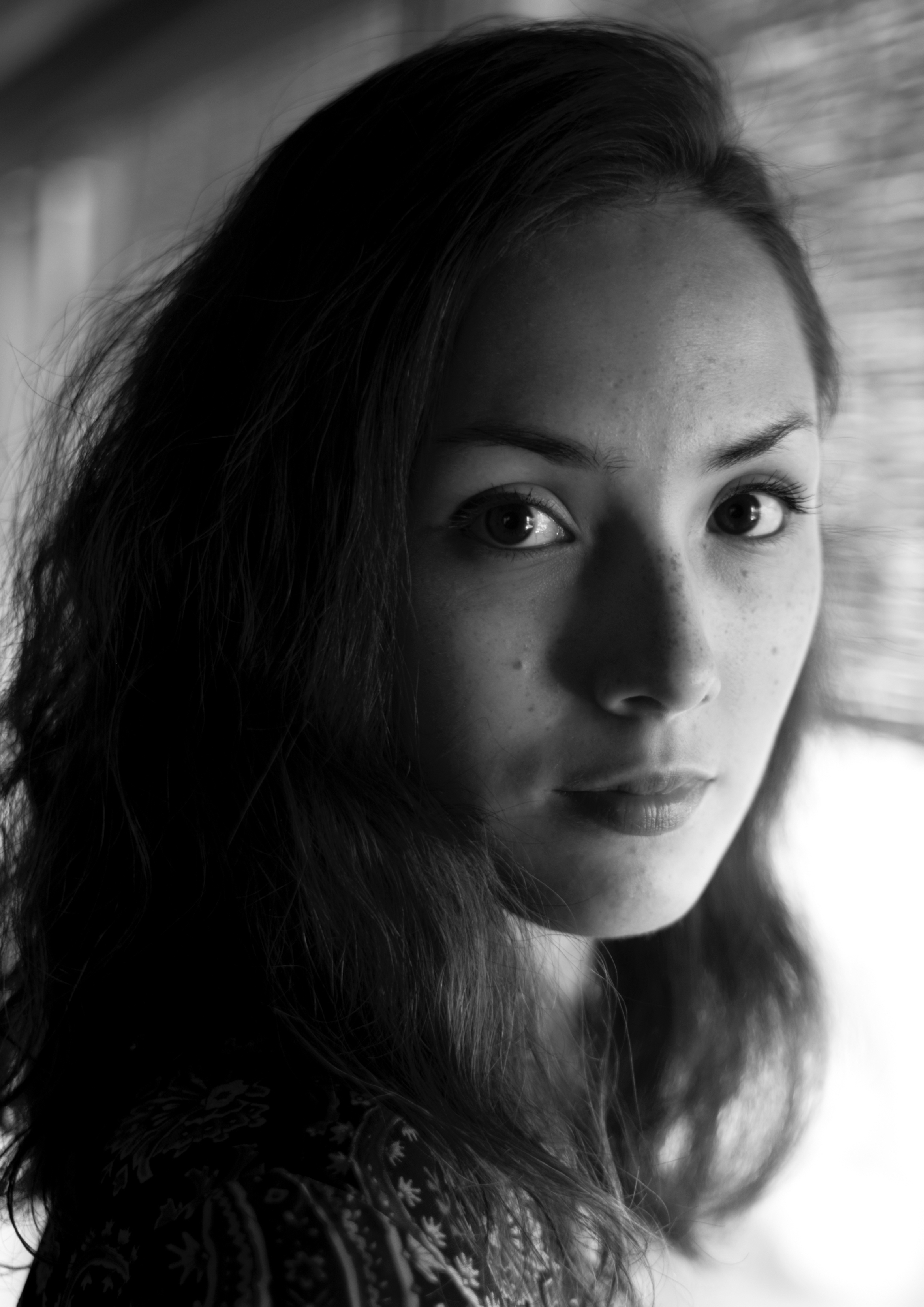
Elisa Shua Dusapin (2018)

Elisa Shua Dusapin (* 23. Oktober 1992 in Sarlat-la-Canéda im Département Dordogne, Frankreich) ist eine in der Romandie lebende Schweizer Schriftstellerin mit franko-koreanischen Wurzeln.

## Leben
Elisa Shua Dusapin, Tochter eines Franzosen, kam zusammen mit ihrer südkoreanischen Mutter als Kind in die Schweiz. Sie besuchte die Schule in Porrentruy. Im Alter von 13 Jahren wurde sie Schweizerin. Am Gymnasium begann sie zu schreiben. Anschliessend studierte sie bis zu ihrem Abschluss 2014 am Schweizerischen Literaturinstitut in Biel. 2015 arbeitete sie als Assistentin von Maya Bösch und wirkte als Schauspielerin in einer Aufführung der Schutzflehenden von Aischylos am Genfer Festival de la Batie mit. 
Mit ihrem Roman Hiver à Sokcho (2016) fand sie erste Anerkennung. Der Kanton Jura ernannte sie 2016 zur Markenbotschafterin für den Schweizer Jura. 2017 verbrachte sie sechs Monate als Stipendiatin in New York. 2018 legte sie ihren zweiten Roman Les Billes du Pachinko vor, 2020 folgte Vladivostok Circus.

## Werk
Der Roman Hiver à Sokcho (Ein Winter in Sokcho) spielt in Sokcho, einem ausserhalb der Saison ziemlich tristen Hafen und Badeort an der südkoreanischen Ostküste, nahe der Grenze zu Nordkorea. Eine koreanische Studentin arbeitet zum Geldverdienen in einem etwas heruntergekommenen Gastbetrieb und lernt dabei einen Franzosen kennen, einen Comicautor, der hier die Inspiration für einen neuen Comic sucht. Im Jahr 2024 drehte der Regisseur Koya Kamura den Filmdrama Winter in Sokcho nach der Buchvorlage.
Im Roman Les Billes du Pachinko (Die Pachinko-Kugeln) besucht die Erzählerin, Claire, in Tokio ihre Grosseltern, Koreaner, die nach dem Koreakrieg in Japan Zuflucht gefunden haben. Sie möchte sie zu einer Reise in die alte Heimat bewegen. Der Grossvater betreibt in Tokio einen Pachinko-Spielsalon. So wie die Kugeln im Spiel werden auch die Menschen von launischen Kräften gelenkt, die ihren Weg unberechenbar erscheinen lassen.
Im Roman Vladivostok Circus (Zirkus Wladiwostok) bereitet sich ein Artistentrio während der vorweihnachtlichen Zwischensaison am russischen Barren auf einen Auftritt an einem internationalen Zirkusfestival in der sibirischen Stadt Ulan-Ude vor. Die Ich-Erzählerin, die junge, in Frankreich aufgewachsene Kostümschneiderin Nathalie, die eben erst ihre Ausbildung abgeschlossen hat und für die Show die Kostüme entwerfen soll, erhält Gelegenheit, am Leben der Artisten, der beiden Träger Anton und Nino und der Fliegerin Anna, teilzunehmen. Die Autorin interessiert sich dabei für diese spezielle Gemeinschaft von Menschen, die weder durch verwandtschaftliche noch durch Liebesbeziehungen miteinander verbunden sind, und deren Freundschaft, bei Einsatz des Lebens, auf absolutem Vertrauen gründet.
In Dusapins viertem Roman Le vieil incendie (Prix Wepler 2023) steht zum ersten Mal eine Protagonistin im Zentrum, die kein Einzelkind ist. Die Autorin erhält damit Gelegenheit, eine Geschwisterbeziehung in den Mittelpunkt der Erzählung zu rücken. Agathe, eine Drehbuchautorin aus New York, trifft nach 15 Jahren zum ersten Mal wieder die jüngere, an Aphasie leidende Vera. Sie haben neun Tage Zeit, um das Haus im Périgord, in dem die beiden aufgewachsen sind, zu entrümpeln.

## Auszeichnungen
- 2016: Robert Walser-Preis, Prix Alpha und Prix Régine Deforges für Hiver à Sokcho
- 2019: Schweizer Literaturpreis für Les Billes du Pachinko
- 2021: National Book Award for Translated Literature für Winter in Sokcho in der Übersetzung durch Aneesa Abbas Higgins
- 2023: Schweizer Kinder- und Jugendbuchpreis, zusammen mit der Illustratorin Hélène Becquelin, für Le Colibri.

## Werke
- Hiver à Sokcho, 2016
  - Ein Winter in Sokcho. Roman. Übersetzt von Andreas Jandl. Blumenbar, Berlin 2018, ISBN 978-3-351-05051-1.
- Les Billes du Pachinko, 2018
  - Die Pachinko-Kugeln. Roman. Übersetzt von Andreas Jandl. Blumenbar, Berlin 2022, ISBN 978-3-351-05111-2.
- Vladivostok Circus, 2020
- Le colibri, Graphic Novel, 2022 (illustriert von Hélène Becquelin)
- Le vieil incendie, 2023